# Pevensey Bay
Pevensey Bay är en vik i Storbritannien.   Den ligger i riksdelen England, i den södra delen av landet, 90 km söder om huvudstaden London.